# 이애란 (1964년)

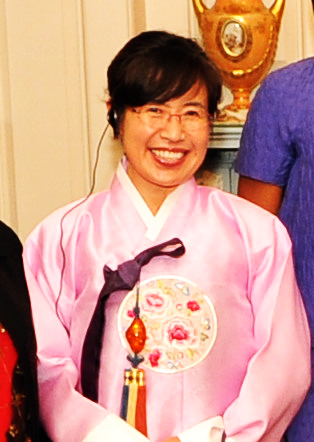
2010년 미국 국무부가 주최한 국제 용기 있는 여성상 시상식에 참석한 이애란

이애란(李愛蘭, 1964년 2월 8일 ~ )은 조선민주주의인민공화국 평양직할시 출신의 대한민국의 요리 연구가, 교수, 활동가이다.

## 내력
조선민주주의인민공화국 평양직할시에서 태어났으며 어린 시절에 수학에 뛰어난 성적을 기록했을 정도로 대학 진학을 희망했다. 하지만 할머니가 한국 전쟁 시기에 월남한 사건으로 인해 출신 성분에 불이익을 받게 되면서 가족들과 함께 량강도 삼수군으로 추방당했고 중학교 교사로부터 대학 추천서조차 받지 못했다. 농약을 마시고 자살을 시도했으나 어머니의 도움으로 병원에 도착하면서 간신히 살아남았다. 조선민주주의인민공화국에서 출신 성분이 나쁜 사람도 대학교에 진학할 수 있게 되면서 신의주경공업대학 발효공학과를 졸업했고 1984년부터 1997년까지 량강도 혜산시 과학기술위원회에서 주류 공장 품질감독원으로 근무했다.
33세 시절이던 1997년에는 의사로 일하던 남편과 결혼했으나 미국에서 소설가로 활동하던 자신의 조부모가 조선민주주의인민공화국을 배경으로 한 소설을 발표한 사실이 문제가 되면서 일가족들이 정치범수용소로 송환될 위기에 처했다. 결국 1997년 8월에 남편을 두고 자신의 아들, 남동생, 아버지를 비롯한 일가족 9명과 함께 압록강을 건너 조선민주주의인민공화국을 탈출했고 1997년 10월에 중국, 베트남을 거쳐 대한민국에 도착했다.
1999년 4월에는 생명보험회사에서 보험설계사로 취직한 이후에 막대한 수익을 올렸으며 2001년부터 2002년까지 서울 동작구 사당동에서 토끼고기 요리 전문점인 씀바귀네 집 대표로 근무했다. 2001년에는 이화여자대학교 대학원에서 《남한 거주 북한 이탈 주민의 식생활》이라는 주제의 논문을 발표하여 대한민국에 체류한 탈북민으로는 최초로 석사 학위를 받았다. 2006년에는 YBM시사영어사 GLS장학회 간사로 활동하면서 탈북민 지원 사업을 전개했고 2007년에는 탈북 청년 크리스챤 모임 간사로 활동하면서 탈북민을 대상으로 하는 기독교 선교 활동을 전개했다.
2008년에 실시된 대한민국 제18대 국회의원 선거에서는 탈북민으로는 최로로 국회의원 선거에 참여하여 국민실향안보당 비례대표 후보(1번 유재만, 2번 김태선, 3번 강석우, 4번 이애란)로 공천받았지만 낙선했다. 2009년 이화여자대학교 식품영양학과에서 《1990년 전후에 북한 주민의 식생활 양상 변화》라는 주제의 논문을 발표하여 대한민국에 체류한 탈북민으로는 최초로 박사 학위를 취득하였고 2010년 3월에는 미국 국무부로부터 국제 용기 있는 여성상을 수상하였다. 서울 종로구에 사단법인 북한전통음식문화연구원을 설치하는 한편 북한 음식 전문점인 능라밥상을 운영했다.
2012년에는 중국의 탈북민 북송을 반대하는 거리 시위, 단식 농성에 참여하여 북한 주민에 대한 인권 운동을 전개했으며 2013년에는 한국YWCA연합회가 주최한 한국여성지도자상 시상식에서 젊은지도자상을 수상했다. 또한 유튜브 채널 이애란TV(옛 이름 TV능라에 놀러가요)를 운영했다. 2020년 1월에는 김문수 전 경기도지사가 창당한 기독교 보수주의 정당인 자유통일당 대변인으로 활동했다. 2020년 3월에는 기독자유통일당의 비례대표 1번 후보로 공천되었으나 낙선했다.

## 역대 선거 결과
|  | 0.54% |

|  | 1.83% |